# Florilegium – Pieśni św. Franciszka
Florilegium – Pieśni św. Franciszka – kantata złożona z piętnastu "róż" (kwiatków), opiewająca życie św. Franciszka i św. Klary z Asyżu, zakończona Pieśnią słoneczną (albo Pochwałą stworzeń), skomponowana przez Romana Kołakowskiego z okazji jubileuszu 800-lecia zatwierdzenia Reguły św. Franciszka i powstania Zakonu Braci Mniejszych (1209-2009).
Prawykonanie kantaty miało miejsce w czasie V Międzynarodowego Festiwalu "Pax et Bonum per Musicam", 4 X 2008, w kościele pw. św. Antoniego we Wrocławiu (Karłowice). Jej centralne wykonanie odbyło się 24 VI 2009 w kościele pw. św. Krzyża we Wrocławiu (Ostrów Tumski), w czasie głównych obchodów jubileuszu franciszkańskiego (deszcz uniemożliwił jej realizację w plenerze przed archikatedrą wrocławską).
Napisanie kantaty i jej wykonanie zostały zlecone przez Fundację Pax et Bonum z Wrocławia.

## Wykonawcy
- Francesco – Tomasz Steciuk
- Chiara – Anita Urban
- dziecko – Marysia Steciukówna
- Angelo – Paweł Lipnicki
- Rufino – Stanisław Górka
- Leo – Jarosław Domin
- Masseo – Wojciech Machnicki
- narracja – Krystyna Kozanecka
- narracja – Roman Kołakowski

## Zespoły towarzyszące
- Zespół Muzyki Dawnej Dekameron, Polska
- Orkiestra Teatru Rapsodycznego Dnia Trzeciego, Wrocław
- Chór Basilica Cantans, Wrocław